# Han Chengdi
Han Cheng, född 51 f.Kr, död 7 f.Kr, var en kinesisk monark. Han var kejsare av Handynastin 33 f.Kr.-7 f.Kr.